# José Armenteros
José Alexis Armenteros Suárez (ur. 13 grudnia 1992) – kubański judoka. Olimpijczyk z Rio de Janeiro 2016, gdzie zajął dziewiąte miejsce w wadze półciężkiej.
Wicemistrz świata w 2014; uczestnik zawodów w 2013 i 2015. Startował w Pucharze Świata w 2012, 2015 i 2016. Brązowy medalista igrzysk panamerykańskich w 2015. Medalista igrzyska Ameryki Środkowej i Karaibów w 2014 i 2018. Zdobył sześć medali na mistrzostwach panamerykańskich w latach 2013 -  2018. 

## Letnie Igrzyska Olimpijskie 2016
| Konkurencja | Eliminacje                      | Eliminacje              | Klas. końcowa |
| Konkurencja | Przeciwnik I                    | Przeciwnik II           | Miejsce       |
| ----------- | ------------------------------- | ----------------------- | ------------- |
| 100 kg      | Najdangijn Tüwszinbajar (MGL) Z | Ramadan Darwish (EGY) P | 9.            |